# Turmhügel Regnitzlosau
Der Turmhügel Regnitzlosau ist eine abgegangene Turmhügelburg (Motte) in Regnitzlosau im oberfränkischen Landkreis Hof.

## Geschichte
Um 1390 wurde ein Familienmitglied der ortsadeligen Moschler mit Sitz in Regnitzlosau urkundlich erwähnt („Moschler…j sycz zu lasaw“). Der Ansitz befand sich am Südrand des Ortes etwa 100 Meter südwestlich der St.-Aegidien-Kirche. Auf der Bayerischen Uraufnahme ist ein langovaler Kernhügel mit Wassergraben an der Weggabelung der Ausfallstraßen nach Rehau und zur Klötzlamühle erkennbar. Heute trifft dort die Staatsstraße St 2192 von Hof nach Rehau auf die Kreisstraße HO 4, die von der Klötzlamühle in den Ort und weiter nach Schwesendorf führt. Lediglich der westliche baumbewachsene Rand der Kreuzung ist nicht überbaut, oberirdisch sind keine Geländespuren sichtbar.
In unmittelbarer Nähe befand sich das Schloss Regnitzlosau aus dem 15. Jahrhundert. Ein weiterer Turmhügel lag im Tal an der Südlichen Regnitz, heute im Bereich des Gebäudes Postplatz 5.

## Beschreibung
Die Burgstelle befand sich am vorderen Teil eines breiten, nach Nordnordwesten gerichteten Bergausläufers, der in das Mündungsdreieck des Kleppermühlbaches und der Südlichen Regnitz hineinragt. Die Anlage befand sich damit rund 20 Höhenmeter über dem Talboden. Heute ist die Burgstelle durch den Straßenbau fast völlig zerstört. Anhand der Flurkarte von 1853 kann die Burganlage jedoch noch beschrieben werden: Der langovale Turmhügel hatte einen Durchmesser von rund 30 × 20 Metern. Der Hügel war gegenüber dem ansteigenden Vorgelände im Südsüdosten nicht wesentlich überhöht, als Annäherungsschutz diente ein Ringgraben. Dieser Graben war im Osten und Süden in das flache Gelände eingeschnitten, er wurde um das Jahr 1940 zugeschüttet. An den Talhangseiten im Westen und im Nordwesten war ihm ein Außenwall vorgelegt.